# 吉川悠斗
吉川 悠斗（よしかわ ゆうと、2005年3月14日 - ）は、埼玉県吉川市出身のプロ野球選手（投手）。左投左打。千葉ロッテマリーンズ所属。

## 経歴

### プロ入り前
吉川市立中央中学校在学時は硬式野球のクラブチームである吉川美南ボーイズに所属していた。
浦和麗明高等学校では2年秋からエースを務め、埼玉県大会で学校史上初となるベスト8に進出した。3年春の県大会初戦では市浦和を相手に9回1失点、15奪三振と好投したが、援護がなく敗れた。同年夏の県大会では秩父農工科学との2回戦で20奪三振を記録して完投勝利し、注目を集めた。同大会は4回戦で敗退した。3年間で甲子園大会出場はなし。
2022年10月20日に開催されたドラフト会議にて、育成1位で千葉ロッテマリーンズから指名された。11月14日に支度金300万円、年俸230万円で入団合意した。背番号は127。

### ロッテ時代
2023年8月9日に、イースタン・リーグの北海道日本ハムファイターズ戦で実戦初登板。この試合でプロ入り前の最速を4km/h更新する147km/hを計測した。
2024年オフにオーストラリアン・ベースボールリーグのシドニー・ブルーソックスへ派遣された。
2025年は二軍で12試合に登板し、5勝2敗、防御率3.67という成績で、7月31日に支配下登録された。背番号は91。即日一軍登録された。

## 詳細情報

### 記録

#### 初記録
投手記録
- 初登板：2025年8月1日、対埼玉西武ライオンズ14回戦（ベルーナドーム）、4回裏に2番手で救援登板、4回3失点[10]
- 初奪三振：同上、6回裏に村田怜音から見逃し三振

### 背番号
- 127（2023年[6] - 2025年7月30日）
- 91（2025年7月31日[8] - ）